# Battaglia di Prinitza
La Battaglia di Prinitza fu combattuta nel 1263 tra le forze dell'Impero bizantino, in marcia per conquistare Andravida, capitale del Principato latino di Acaia, e una piccola forza achea. Gli Achei lanciarono un attacco a sorpresa contro le forze bizantine, nettamente superiori e troppo sicure di sé, le sconfissero e le dispersero, salvando il principato dalla conquista.

## Antefatti
Nella battaglia di Pelagonia (1259), le forze dell'imperatore bizantino Michele VIII Paleologo (regno 1259-1282) uccisero o catturarono la maggior parte dei nobili latini del Principato di Acaia, compreso il principe Guglielmo II di Villehardouin (r. 1246-1278). In cambio della libertà, Guglielmo accettò di consegnare una serie di fortezze nella parte sud-orientale della penisola di Morea. Giurò inoltre fedeltà a Michele, diventando suo vassallo e ricevendo l'onore di diventare padrino di uno dei suoi figli e il titolo e la carica di grande domestico. All'inizio del 1262, Guglielmo fu rilasciato e le fortezze di Malvasia e Mistra, così come il distretto di Mani, furono consegnati ai Bizantini.
L'accordo, tuttavia, era destinato a durare poco: l'istituzione di una piccola provincia in Morea era per Paleologo solo il primo passo verso la riconquista di tutta la penisola, e Guglielmo era anche coinvolto negli sforzi latini per contrastare l'imperatore e riconquistare Costantinopoli. Di conseguenza, subito dopo il suo ritorno in Morea, Guglielmo appianò le divergenze con i Veneziani su Negroponte e negoziò con loro e con il Papa un'azione congiunta contro Paleologo. In luglio, papa Urbano IV annullò i giuramenti di Guglielmo all'imperatore e si appellò ai principi occidentali per ottenere aiuto contro i bizantini “scismatici”.
Alla fine del 1262, Guglielmo visitò la regione della Laconia accompagnato da un contingente armato. Nonostante le concessioni fatte ai Bizantini, egli mantenne il controllo della maggior parte della Laconia, in particolare della città di Lacedaemon (Sparta) e delle baronie di Passavant (Passavas) e Geraki. Questa dimostrazione di forza armata preoccupò le guarnigioni bizantine e il governatore locale, Michele Cantacuzeno, si rivolse all'imperatore Michele per chiedere aiuto.

## Fonti
Gli eventi successivi, compresa la battaglia, sono descritti solo nelle versioni greca e aragonese della Cronaca della Morea; le fonti bizantine (soprattutto Giorgio Pachimere) sono per lo più disinteressate agli eventi della Morea e li menzionano in modo superficiale, e tra gli storici occidentali, solo il veneziano Marin Sanudo Torsello menziona una battaglia a “Brenizza”, ma la confonde con la campagna di Macriplagi dell'anno successivo. Scritto da e per la nobiltà franca della Morea, come fonte è molto prevenuto nei confronti dei Bizantini, che sono stereotipati “come effeminati, subdoli e vigliacchi”, mentre i Franchi sono ritratti come “virtuosi e quasi suicidi nel loro coraggio”. Questa ostilità è particolarmente pronunciata nella versione greca, che insieme a quella francese sono le più vicine al testo originale dell'inizio del XIV secolo; la versione aragonese è più equilibrata, anche se pur sempre di parte. Questa parzialità, così come i veri e propri errori e l'enorme discrepanza tra le forze riportate per i due schieramenti, hanno portato gli studiosi a mettere in discussione la veridicità del resoconto, sia nei dettagli che nel suo complesso.

## Sbarchi bizantini e campagna in Laconi
Questa prima grande spedizione bizantina in Morea è tradizionalmente considerata come composta da due ondate, una nell'autunno del 1262 e una nella primavera successiva. Michele VIII inviò inizialmente il parakoimenos Giovanni Macreno in Morea con 1 500 mercenari turchi e circa 2 000 greci anatolici, oltre a concedere privilegi ai potentati locali della Laconia, lasciando a Macreno i nomi locali in bianco. Al suo sbarco, gli abitanti di Zaconia, del distretto di Kinsterna e gli slavi dei monti Taigeto accorsero per arruolarsi con il comandante bizantino. Macreno relazionò sulle condizioni favorevoli trovate e disse a Michele VIII che l'intera penisola era pronta per essere conquistata con pochi uomini in più. L'imperatore inviò quindi il fratellastro, il Sebastocratore Costantino Paleologo, alla testa di altri 1 000 uomini e con più denaro, verso la Morea. Nel quadro del loro trattato con Michele e della loro tradizionale rivalità con i Veneziani, i Genovesi fornirono navi ed equipaggi per trasportare i Bizantini in Morea, mentre la piccola flotta bizantina fu inviata a disturbare i possedimenti nelle isole latine di Eubea e nelle Cicladi.
Dopo l'arrivo a Malvasia, il Sebastocratore Costantino procedette a consolidare ed espandere l'autorità imperiale in Laconia: eresse una serie di forti per tenere sotto controllo gli Slavi del Taigeto, quindi pose l'assedio a Lacedaemon, mentre la flotta imperiale si impadroniva delle coste meridionali della Laconia. La Cronaca non riporta questi eventi oltre all'assedio di Lacedaemon, ma Pachimere, Niceforo Gregora e Sanudo riportano che si verificarono “scontri quotidiani” con i Franchi e che diverse roccaforti caddero in mano alle truppe imperiali; queste non sono nominate, ma dovevano includere i castelli di Passavant, Geraki e Beaufort (Leuktron). Nel 1264, la sola Lacedaemon sembra essere rimasta in mano franca nella regione. Nel frattempo, Guglielmo si recò a Corinto per chiedere l'aiuto degli altri principi latini della Grecia. Questi ultimi, tuttavia, non si dimostrarono disposti a venire in suo aiuto, mentre molti dei sudditi greci di Guglielmo si schieravano apertamente con i Bizantini. Costantino Paleologo vide in questo momento l'opportunità di conquistare il principato di Guglielmo in modo definitivo. Abbandonando l'infruttuoso assedio di Lacedaemon, fece marciare il suo esercito lungo i fiumi Eurota e Alfeo verso la capitale achea, Andravida, sulla costa nord-occidentale della Morea.

## La battaglia
Durante l'assenza di Guglielmo, Andravida era stata affidata a Giovanni di Katavas, un uomo noto per il suo coraggio ma ormai vecchio e sofferente di gotta. Sebbene le linee generali degli eventi successivi siano confermate dal resoconto dello storico veneziano Marino Sanudo, l'unico resoconto dettagliato disponibile è la narrazione della Cronaca della Morea, la cui accuratezza è stata messa in discussione. Secondo la Cronaca, quando seppe dell'avvicinarsi dell'esercito imperiale, Katavas prese i 300 o 312 uomini disponibili e marciò verso i Bizantini, il cui numero è indicato diversamente nella Cronaca come quindici, diciotto o ventimila. È certo che queste cifre sono molto gonfiate e che l'esercito bizantino doveva contare al massimo qualche migliaio di uomini. In ogni caso, esso superava notevolmente le forze latine.
I Bizantini erano sicuri della loro forza e, a quanto si dice, ballavano e cantavano. Presso una stretta gola a Prinitza (vicino all'antica Olimpia), Katavas attaccò l'esercito bizantino e gli inflisse una sonora sconfitta: molti soldati bizantini furono uccisi, mentre gli altri si dispersero e cercarono rifugio nei boschi circostanti. Lo stesso Sebastocratore Costantino si salvò per un pelo e fuggì con il resto delle sue truppe verso la protezione di Mistra. Avendo ottenuto un'importante vittoria, Katavas rifiutò prudentemente di inseguire i Bizantini e tornò ad Andravida.

## Epilogo
Costantino Paleologo riorganizzò le sue forze e l'anno successivo lanciò un'altra campagna per conquistare l'Achea. I suoi sforzi, comunque, furono vanificati e i mercenari turchi, lamentando la mancanza di paga, disertarono a favore degli Achei. Guglielmo II attaccò allora i bizantini indeboliti e ottenne un'importante vittoria nella battaglia di Macriplagi. Le due battaglie di Prinitza e Macriplagi posero così fine agli sforzi di Michele Palaiologo di recuperare l'intera Morea e assicurarono il dominio latino sulla Morea per oltre una generazione.